# 孫拱
孙拱，元朝浑源（今山西浑源）人，孙威之孙。
孙拱初为监察御史，后袭父亲孙公亮之职为顺天、安平、怀州、河南等路甲匠都总管。善制甲盾，巧思如同其父祖。元世祖至元十一年（1274年）别制叠盾，其制，张开则为盾，收敛则合而易持。伯颜攻打南宋时，他先期完成分制之甲胄，大受称道。至元十五年（1278年），授保定路治中，有德政，当地饥荒，便开仓赈民。至元二十二年（1285年），转任大都路军器人匠总管，升工部侍郎。元成宗元贞二年（1296年）任大同路总管，兼府尹。大德五年（1301年），为两浙都转运使，大德九年（1305年），改为益都路总管，兼府尹。在官任上去世。赠神川郡公，谥文庄。